# Limpa-folha-de-cauda-ruiva
Limpa-folha-de-cauda-ruiva (nome científico: Anabacerthia ruficaudata), é uma espécie de ave passeriforme pertencente à família dos furnariídeos (Furnariidae), nativo da América do Sul. 

## Etimologia
O nome do gênero Anabacerthia foi formado a partir dos gêneros Anabates (Temminck, 1820) e Certhia (Lineu, 1758), o que reflete características morfológicas ou comportamentais intermediárias entre esses dois grupos. O epíteto específico ruficaudata é formado pelo latim rufus, "vermelho, ruivo", e cauda, "cauda".

## Taxonomia e sistemática
A taxonomia do limpa-folha-de-cauda-ruiva é incerta. Foi descrita em 1838 por Alcide d'Orbigny e Frédéric de Lafresnaye. Foi anteriormente incluído no gênero Philydor, mas um artigo de 2011 deixou claro que não pertencia a esse gênero, o que suscitou sua transferência para Anabacerthia. O Comitê Ornitológico Internacional (COI) e o Manual de Aves do Mundo da BirdLife International reconhecem três subespécies: a nominal A. r. ruficaudata (d'Orbigny & Lafresnaye, 1838), A. r. subflavescens (Cabanis, 1873) e A. r. flavipectus (Phelps, WH & Gilliard, 1941). A taxonomia de Clements não reconhece A. r. subflavescens, mas a inclui na nominal. O Sistema de Informação sobre a Biodiversidade Brasileira (SiBBr) reconhece apenas A. r. ruficaudata e A. r. flavipectus (chamada A. r. flavipecta).

## Descrição
O limpa-folha-de-cauda-ruiva tem de 16 a 17 centímetros (6,3 a 6,7 polegadas) de comprimento e pesa de 21 a 32 gramas (0,74 a 1,1 onça). É um furnariídeo de tamanho médio com um bico em forma de cunha. Os sexos têm a mesma plumagem. Os adultos da subespécie nominal têm um anel ocular ocráceo largo, um supercílio estreito amarelo claro, uma linha verde-oliva escura atrás do olho, loro e coberturas auriculares marrom-oliva com manchas e listras amarelo claras e uma área malar amarelo clara. Sua coroa é verde-oliva escura com manchas e listras mais claras em direção à parte traseira, suas costas e garupa são verde-oliva escuras com listras claras na parte superior das costas, e suas coberturas superiores da cauda são verde-oliva escuras com pontas ruivas. Sua cauda é ruiva. Suas asas são principalmente marrom-oliva escuras, com coberturas primárias marrom-escuras.
O limpa-folha-de-cauda-ruiva tem garganta é amarelo-acastanhada com algumas inclusões irregulares mais escuras, seu peito amarelo-acastanhado opaco com listras oliváceas indistintas, sua barriga amarelo-acastanhada opaca com listras muito fracas, e seus flancos e coberturas infracaudais ligeiramente mais escuros e mais oliváceos. Sua íris é marrom, sua maxila chifre enegrecido a acinzentado, sua mandíbula cinza-esverdeado mais claro a verde-oliva, e suas pernas e pés marrom-amarelados a verde-oliva. Os juvenis têm um supercílio mais aparente e ocráceo, partes superiores mais marrons (menos oliva) e partes inferiores mais escuras e menos amareladas do que os adultos. A subespécie A. r. subflavescens é muito semelhante à nominal, mas com uma garganta amarela mais clara e listras menos perceptíveis em suas partes inferiores. A subespécie A. r. flavipectus tem um supercílio e coberturas auriculares mais ocráceos, uma garganta amarelada mais escura e partes inferiores mais amareladas do que a nominal. Há muita integração entre as subespécies.

## Distribuição e habitat
O limpa-folha-de-cauda-ruiva habita florestas tropicais perenes de terras baixas e florestas sazonalmente inundadas. Ocorre principalmente em florestas de terra firme, mas também localmente em florestas de várzea alta. Em altitude, ocorre principalmente abaixo de 850 metros (2 800 pés), mas atinge 900 metros (3 000 pés) no Brasil e 1 300 metros (4 300 pés) na Venezuela. Sua subespécie nominal do limpa-folha-de-cauda-ruiva ocorre nas Guianas, nordeste da Amazônia brasileira (leste do Amazonas ao oeste do Maranhão), sudeste do Peru e norte da Bolívia; A. r. flavipectus é encontrada no sudeste da Colômbia (sul para oeste de Meta e Vaupés), sudeste da Venezuela (sul para o centro de Amazonas ao noroeste da Bolívia), Guianas e nordeste do Brasil; e A. r. subflavescens é encontrada no nordeste do Equador e leste do Peru. A. r. flavipectus talvez ocorra na Guiana Francesa, mas o Comitê de Classificação Sul-Americana da Sociedade Americana de Ornitologia considera hipotético, pois os registros não estão documentados. No Brasil, em especial, ocorre nos estados do Acre, Amapá, Amazonas Pará, Roraima, Rondônia, Mato Grosso, Tocantins e Maranhão, nos biomas da Amazônia e Cerrado. Em termos hidrológicos, está presente nas sub-bacias do litoral do Amapá, do Araguaia, do Madeira, do Mearim, do Negro, do Solimões, do Tapajós, do Baixo Tocantins e do Xingu.

## Comportamento
O limpa-folha-de-cauda-ruiva é residente durante todo o ano em toda a sua área de distribuição. Alimenta-se de uma variedade de artrópodes, incluindo ortópteros, coleópteros, heterópteros e aranhas. Forrageia sozinho e em pares, quase sempre como parte de bandos mistos. Forrageia desde o estrato médio da floresta até a copa das árvores. Coleta suas presas, especialmente de folhas mortas, mas também de folhagens vivas, epífitas, cipós e musgo. Nada se sabe sobre sua biologia reprodutiva. Seu canto é descrito como "uma série alta e staccato de até 25 notas 'te' ou 'ke', desce e acelera no final, ou no mesmo tom, acelerando e desacelerando ligeiramente no final". Ele também canta um "mais variável 'wt-pt-pt, wit-wit-wit, d-d-d-d-d-d-d-d-d'". Seu chamado, pelo menos no Brasil, é um "chocalho seco muito curto, como 'krrreh'"; aparentemente não foi descrito em nenhum outro lugar.

## Conservação

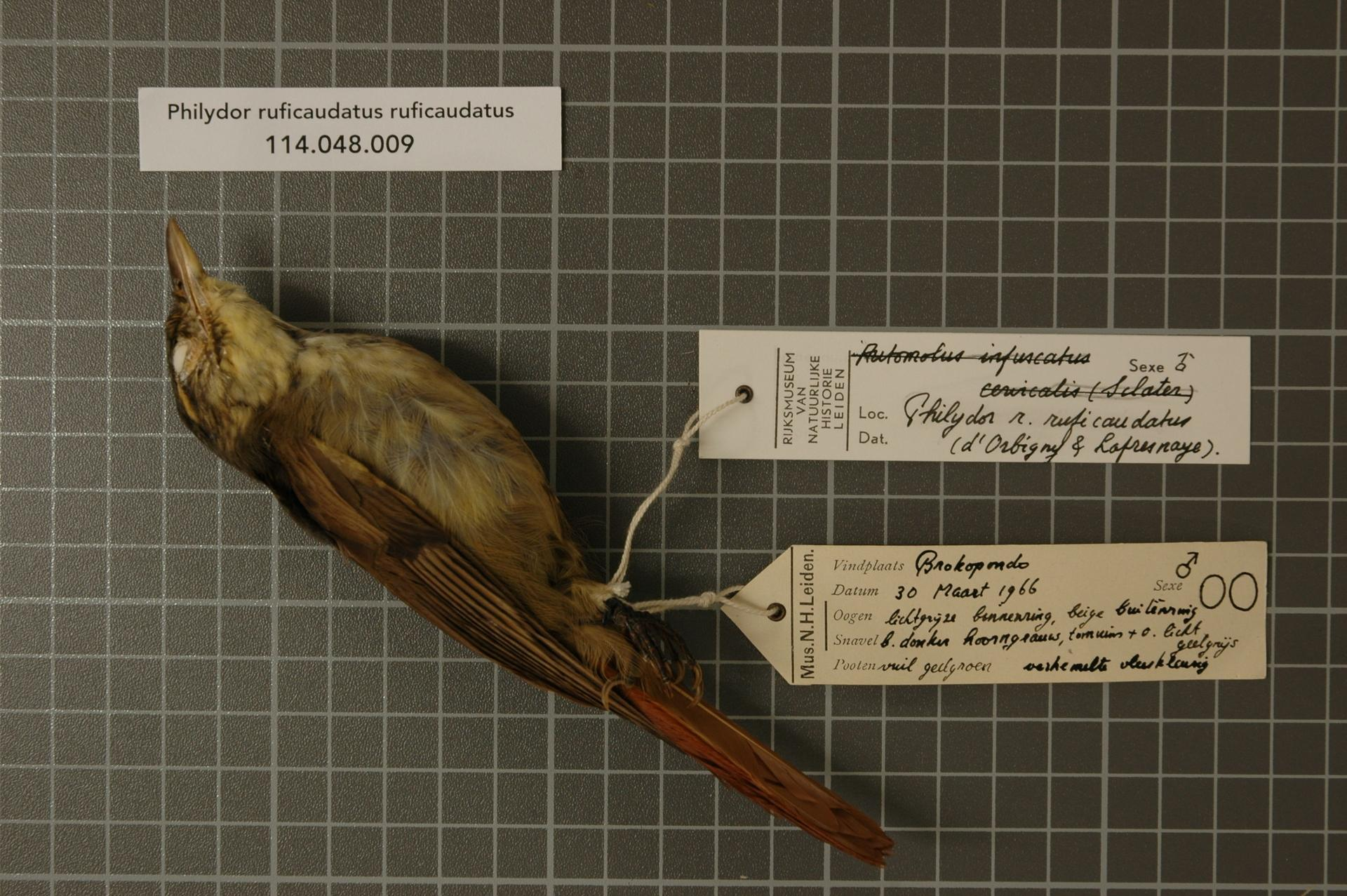
Exemplar preservado no Museu de História Natural de Leida, nos Países Baixos

A União Internacional para a Conservação da Natureza (UICN) classifica o limpa-folha-de-cauda-ruiva como pouco preocupante (LC), pois ocorre numa distribuição extremamente grande e não se aproxima dos limiares para Vulnerável sob o critério de tamanho de distribuição (segundo a IUCN, extensão de ocorrência < 20 mil quilômetros quadrados combinada com um tamanho de distribuição decrescente ou flutuante, extensão/qualidade do habitat ou tamanho populacional e um pequeno número de locais ou fragmentação severa). Sabe-se que suas populações estão em tendência decrescente, mas o declínio não é suficientemente rápido para se aproximar dos limiares para vulnerável (> 30% de declínio ao longo de dez anos ou três gerações) e sua população é muito grande, o que igualmente descaracteriza a classificação como vulnerável (< 10 mil indivíduos maduros com um declínio contínuo estimado em > 10% em dez anos ou três gerações, ou com uma estrutura populacional especificada).
Em 2018, o limpa-folha-de-cauda-ruiva foi classificado como pouco preocupante (LC) no Livro Vermelho da Fauna Brasileira Ameaçada de Extinção do Instituto Chico Mendes de Conservação da Biodiversidade (ICMBio) Essa classificação decorra da ausência de informações precisas a respeito da tendência de suas população ou da existência de ameaças conhecidas que o coloquem em risco. Em sua área de distribuição no Brasil, a espécie ocorrem em algumas áreas de conservação: Reserva Biológica do Gurupi (Rebio do Gurupi), a Área de Proteção Ambiental do Lago de Tucuruí (APA do Lago de Tucuruí]]), a Reserva Particular de Patrimônio Natural Lote Cristalino (RPPN Lote Cristalino) e a Reserva Particular de Patrimônio Natural Retiro Boa Esperança (RPPN Retiro Boa Esperança).